# Vicente Gay Zarzo
Vicente Gay Zarzo (ur. 19 stycznia 1885 w Torrent, zm. 18 września 1936) – hiszpański amigonianin, męczennik i błogosławiony Kościoła katolickiego.

## Życiorys
Vicente Gay Zarzo urodził się 19 stycznia 1885 roku. Jego rodzice należeli do Trzeciego Zakonu Franciszkańskiego. 6 stycznia 1903 roku wstąpił do klasztoru amigonianów i otrzymał habit, a w 1911 roku złożył śluby wieczyste. Spędził dwadzieścia lat w klasztorze Matki Bożej Syjon. Po wybuchu wojny domowej w Hiszpanii został aresztowany 8 lub 10 września 1936 roku i osadzony w więzieniu w mieście La Torre, po czym zamordowany wraz z innymi zakonnikami. Jego szczątki znajdują się w kaplicy męczenników w parafii Matki Bożej Syjon w Torrent.
Beatyfikowany 11 marca 2001 roku przez papieża Jana Pawła II w grupie 233 męczenników.